# Hennebergisch

Verbreitungsgebiet der Hennebergischen Mundart (hellblau) in Thüringen

Hennebergisch ist ein Dialekt, der zum nordwestlichen Teil des ostfränkischen Sprachraums gehört und in einer größeren Region von Südthüringen gesprochen wird. Zu dieser Region mit hennebergischem Dialekt zählt der westliche Teil des Landkreises Hildburghausen mit den Städten Schleusingen und Themar, der gesamte Landkreis Schmalkalden-Meiningen mit den Städten Meiningen, Schmalkalden, Zella-Mehlis und Kaltennordheim sowie die kreisfreie Stadt Suhl.

## Abgrenzung
Im Norden jenseits des Salzbogens in Richtung Bad Salzungen und nordöstlich des Rennsteigs grenzt das Hennebergische an Mundarten des thüringisch-obersächsischen Sprachraums, das Westthüringische und das Zentralthüringische. Am nördlichen Westrand des Hennebergischen, im Gebiet um Geisa, wird Osthessisch gesprochen, ein niederhessischer Dialekt. In der Römhilder Gegend im Süden und in den thüringischen Ausläufern der Rhön geht das Hennebergische in die grabfeldische Mundart über. Die Sprachgrenze zum Itzgründischen verläuft entlang der Südhennebergischen Staffelung südöstlich der geografischen Linie Schleusingen-Gleichamberg im Landkreis Hildburghausen.
Das Dialektgebiet entspricht weitgehend der historischen Grafschaft Henneberg. Hennebergische Mischdialekte mit dem Grabfeldischen und dem Unterfränkischen werden über die Landkreise Rhön-Grabfeld und Bad Kissingen bis in den Landkreis Main-Spessart gesprochen. Hierzu zählen insbesondere die nordöstlichen Ortschaften des Landkreises Main-Spessart wie Aura im Sinngrund, Mittelsinn und Obersinn. Interessant ist dort die harte Sprachgrenze zu den benachbarten Spessartgemeinden.
In den Orten der ehemals hessischen Exklave Schmalkalden haben sich oberhessische Mundarten erhalten.
Durch die Nachbarschaft zu thüringischen und hessischen Dialekten weist das Hennebergische mit diesen einige Gemeinsamkeiten auf, z. B. den B-Anlaut mit dem Osthessischen.